# وولفگانگ هانیش
وولفگانگ هانیش (آلمانی: Wolfgang Hanisch؛ زادهٔ ۶ مارس ۱۹۵۱) پرتاب‌گر نیزه اهل آلمان بود.